# Tionil-klorid
| Tionil-klorid                                                                                                   |                                            |
| A tionil-klorid szerkezete                                                                                      |                                            |
| A tionil-klorid 3D-modellje                                                                                     |                                            |
| \| \| \| |                                            |
| Más nevek | szulfinil-klorid                           |
| Kémiai azonosítók                                                                                               |                                            |
| CAS-szám | 7719-09-7                                  |
| PubChem | 24386                                      |
| ChemSpider | 22797                                      |
| EINECS-szám | 231-748-8                                  |
| ChEBI | 29290                                      |
| RTECS szám | XM5150000                                  |
| InChIKey | FYSNRJHAOHDILO-UHFFFAOYSA-N                |
| Beilstein | 1209273                                    |
| UNII | 4A8YJA13N4                                 |
| UN-szám | 1836                                       |
| Kémiai és fizikai tulajdonságok                                                                                 |                                            |
| Kémiai képlet                                                                                                   | SOCl2                                      |
| Moláris tömeg                                                                                                   | 118,97 g/mol                               |
| Megjelenés | színtelen vagy halványsárga színű folyadék |
| Sűrűség | 1,638 g/cm³ (20 °C)                        |
| Olvadáspont | −104,5 °C                                  |
| Forráspont | 76 °C                                      |
| Oldhatóság (vízben)                                                                                             | Bomlik, hidrolizál                         |
| Viszkozitás | 0,6 cP                                     |
| Gőznyomás | 121 hPa (20 °C)                            |
| Kristályszerkezet                                                                                               |                                            |
| Molekulaforma                                                                                                   | trigonális piramis                         |
| Dipólusmomentum                                                                                                 | 1,4 D                                      |
| Veszélyek |                                            |
| EU osztályozás                                                                                                  | Maró (C)                                   |
| NFPA 704 | 0 4 2 W                                    |
| R mondatok | R14, R20/22, R29, R35                      |
| S mondatok | (S1/2), S26, S36/37/39, S45                |
| Lobbanáspont | nem gyúlékony                              |
| Rokon vegyületek                                                                                                |                                            |
| Rokon vegyületek                                                                                                | Szulfonil-klorid Szelén-oxidiklorid        |
| Ha másként nem jelöljük, az adatok az anyag standardállapotára (100 kPa) és 25 °C-os hőmérsékletre vonatkoznak. |                                            |
| |                                            |

A tionil-klorid vagy szulfinil-klorid egy szervetlen vegyület, amelynek összegképlete SOCl2. A kénessav savkloridja, szerkezete a kénessavéból vezethető le, a kénessavmolekulában található két hidroxilcsoportot klóratomokkal helyettesítve. A molekulája trigonális piramis alakú. Színtelen, levegőn füstölgő, szúrós szagú folyadék.

## Kémiai tulajdonságai
Vízzel hevesen reagál, hidrolizál. A folyamat során kén-dioxid fejlődik és sósav keletkezik. A hidrolízis reakcióegyenlete:
{\displaystyle \mathrm {SOCl_{2}+H_{2}O\rightarrow SO_{2}+2\ HCl} }
Hevítés hatására elbomlik, a bomlás termékei a kén-trioxid, a dikén-diklorid és a klór. Ez a reakció megfordítható
{\displaystyle \mathrm {3\ SOCl_{2}\rightleftharpoons SO_{3}+S_{2}Cl_{2}+2\ Cl_{2}} }

## Előállítása
A tionil-klorid foszfor-pentaklorid és kén-dioxid reakciójával állítható elő.
{\displaystyle \mathrm {PCl_{5}+SO_{2}\rightarrow SOCl_{2}+POCl_{3}} }
Előállítható a „kémiai tulajdonságai” részben szereplő második, megfordítható reakció alapján is.

## Felhasználása
A tionil-kloridot a szerves kémiában klórozószerként alkalmazzák. Elektrolitként szolgál a lítiumakkumulátorokban. Felhasználják növényvédőszerek, kártevőirtószerek, gyógyszerek és festékek előállításához is.